# Lac de Gander
Le lac de Gander (Gander Lake en anglais) est un lac situé au nord-ouest de l'île de Terre-Neuve dans la province canadienne de Terre-Neuve-et-Labrador.
Il mesure 56 km de long pour plusieurs kilomètres à sa largeur maximale et est grossièrement orienté nord-ouest sud-est. La ville de Gander est située environ au milieu de sa côte orientale et les villes d'Appleton et Glenwood sont situées à son extrémité nord, sur les bords de la rivière Gander. La profondeur maximale mesurée du lac est de 274 mètres mais on estime qu'il est sans doute plus profond par endroits mais ces profondeurs n'ont pu être précisément établies à cause d'ouvertures non claires au fond du lac. Le lac constitue la principale source d'eau des villes de Gander, Appleton et Glenwood.

## Source
- (en) Cet article est partiellement ou en totalité issu de l’article de Wikipédia en anglais intitulé « Gander Lake » (voir la liste des auteurs).